# 南忽里
南忽里（蒙古语转写：Nom Quli，羅馬化：Nūm qūlī），《元史》等汉籍记作南忽里、喃忽里、纳忽里、那木忽里。《集史》等波斯史料记作南木忽里，元朝皇族，是成吉思汗次子察合台的后裔。他是被元世祖忽必烈任命统治酒泉、敦煌、哈密一带的豳王出伯的嫡长子，继承了父亲的地位。

## 生平
南忽里首次在史料中出现是在大德七年（1303年），此时他已获元成宗铁穆耳赏赐钞币。《完者都史》记载，在彻底灭亡窝阔台汗国的也儿的石河之战中，南忽里与丞相脱火赤率一部军队与海都军交战。元武宗海山即位前后，约至大二年至皇庆二年（1309年-1313年），南忽里继承亡父之位，开始以豳王身份统治出伯兀鲁思。
自元成宗与察合台汗国达成和平后，双方关系趋于稳定，但元仁宗爱育黎拔力八达即位后，双边关系破裂并爆发军事冲突。据《完者都史》记载，延祐元年（1314年）前后，出伯之子南忽里、不颜那木达失及出伯侄子宽彻率十二万大军，从肃州至畏兀儿地区屯驻，与察合台汗国君主也先不花之弟埃米尔・火者率领的二万军队对峙。因南忽里部多次陷入补给困境，元仁宗曾数次调拨马匹、金银支援。南忽里的去世时间不详，推测在元英宗硕德八剌即位前后。
南忽里之后的豳王家族记载渐趋零散，帖木儿朝编纂的《贵显世系》记载那木忽里有喃答失和卜颜帖木儿二子。